# Смешанная парная сборная Нидерландов по кёрлингу
Смешанная парная сборная Нидерландов по кёрлингу — смешанная национальная сборная команда (составленная из одного мужчины и одной женщины), представляет Нидерланды на международных соревнованиях по кёрлингу. Управляющей организацией выступает Ассоциация кёрлинга Нидерландов (нидерл. Nederlandse Curling Bond, англ. Netherlands Curling Association).

## Результаты выступлений

### Чемпионаты мира
| Год       | Место          | Игры           | Победы         | Поражения      | Состав (женщина, мужчина, тренер)                        |
| --------- | -------------- | -------------- | -------------- | -------------- | -------------------------------------------------------- |
| 2008—2012 | не участвовали | не участвовали | не участвовали | не участвовали | не участвовали                                           |
| 2013      | 11             | 9              | 6              | 3              | Marianne Neeleman, Mark Neeleman                         |
| 2014      | 25             | 7              | 2              | 5              | Marianne Neeleman, Ezra Wiebe                            |
| 2015      | не участвовали | не участвовали | не участвовали | не участвовали | не участвовали                                           |
| 2016      | 37             | 6              | 0              | 6              | Бонни Нилхамн, Thomas Kooi, Kay Montgomery (тренер)      |
| 2017      | 36             | 7              | 0              | 7              | Бонни Нилхамн, Thomas Kooi, Reg Wiebe (тренер)           |
| 2018      | 38             | 7              | 0              | 7              | Лисенка Бомас, Bob Bomas                                 |
| 2019      | 43             | 7              | 1              | 6              | Лисенка Бомас, Bob Bomas, Шари Лейббрандт (тренер)       |
| 2020—2022 | не участвовали | не участвовали | не участвовали | не участвовали | не участвовали                                           |
| 2023      | 14             | 9              | 4              | 5              | Ванесса Тоноли, Ваутер Госгенс, Шари Лейббрандт (тренер) |
| 2024      | 13             | 9              | 3              | 6              | Ванесса Тоноли, Ваутер Госгенс, Шари Лейббрандт (тренер) |
| 2025      | 19             | 9              | 1              | 8              | Лисенка Бомас, Ваутер Госгенс, Шари Лейббрандт (тренер)  |

(данные отсюда:)

### Квалификационные турниры кчемпионатам мира
| Год       | Место | Игры | Победы | Поражения | Состав (женщина, мужчина, тренер)                                           |
| --------- | ----- | ---- | ------ | --------- | --------------------------------------------------------------------------- |
| 2019/2020 | 16    | 6    | 3      | 3         | Лисенка Бомас, Bob Bomas, Clancy Grandy (тренер)                            |
| 2022/2023 | 3     | 9    | 7      | 2         | Лисенка Бомас, Ваутер Госгенс, Шари Лейббрандт (тренер), Bob Bomas (тренер) |